# Arvydas Juozaitis
Arvydas Juozaitis (ur. 18 kwietnia 1956 w Wilnie) – litewski filozof, pisarz, sportowiec, polityk i dyplomata, medalista igrzysk olimpijskich.

## Życiorys
Pochodzi z Wilna, gdzie kształcił się w szkole średniej. Był wieloletnim mistrzem Litewska SRR i Związku Radzieckiego w pływaniu. Trenował w klubie sportowym Žalgiris Wilno. Podczas igrzysk olimpijskich w Montrealu zdobył brązowy medal na 100 m stylem klasycznym. Był zdobywcą Pucharu Europy w Pescarze z 1976.
W 1980 ukończył studia z dziedziny ekonomiki przemysłu w Uniwersytecie Wileńskim. W 1986 uzyskał stopień kandydata nauk filozoficznych na podstawie pracy pt. Subjektyvioji realybė ir istorinis subjektas Vilhelmo Diltėjaus filosofijoje. Od 1985 wykładał filozofię w Konserwatorium Litewskim, zaś w latach 1987–2001 pracował w instytucie filozofii, socjologii i prawa Litewskiej Akademii Nauk.
W 1988 znalazł się wśród osób reaktywujących Litewski Narodowy Komitet Olimpijski. W tym samym roku był wśród członków grupy inicjatywnej Sąjūdisu. Był członkiem Sejmu Sąjūdisu, redagował gazetę „Sąjūdžio žinios”. W wyborach w 1989 bez powodzenia ubiegał się o mandat deputowanego do Rady Najwyższej ZSRR z ramienia Sąjūdisu, przegrywając z Algirdasem Brazauskasem wystawionym przez Komunistyczną Partię Litwy. W 1990 znalazł się wśród założycieli Litewskiego Związku Liberałów.
Był redaktorem wydawnictw ciągłych: „Šiaurės Atėnai” i „Naujoji Romuva”. W latach 2001–2003 doradzał premierowi Litwy w sprawach oświaty i kultury. W okresie 2004–2009 pełnił funkcję attaché kulturalnego konsulatu generalnego Litwy w Królewcu. Napisał wówczas książkę Karalių miestas be karalių poświęconą historii Królewca. Stworzył także libretto do opery rockowej poświęconej postaci Romasa Kalanty.
W 2009 zamieszkał na Łotwie. Nauczył się języka łotewskiego, deklarując się jako zwolennik zbliżenia narodów litewskiego i łotewskiego, w tym powołania do życia wspólnej waluty.
W latach 2012–2017 pełnił funkcję wiceprezesa Litewskiego Komitetu Olimpijskiego. W 2019 kandydował w wyborach prezydenckich; otrzymał 4,7% głosów w I turze głosowania, zajmując 5. miejsce wśród 9 kandydatów. W 2020 został przewodniczącym ugrupowania „Kartų solidarumo sąjunga – Santalka Lietuvai”.
Żonaty, ma dwoje dzieci.

## Odznaczenia
- Krzyż Kawalerski Orderu Wielkiego Księcia Giedymina – 1997[7]
- Medal Niepodległości Litwy – 2000[7]
- Medal Rady Bałtyckiej – 2011[8]

## Wybrane publikacje
- Valdžia ir laisvė, Wilno 1990.
- Sąjūdis ir demokratija, Wilno 1990.
- Nepriklausomybės kryžkelė: straipsniai, kelionės, interviu, Wilno 1992.
- Tarp žmonių: publicistiniai portretai, Wilno 1993.
- Vilniaus langas: trys dalys, Wilno 1998–2000.
- Ištvermės metai ir A. Brazauskas: 1990–1997 metų politinė patirtis, Wilno 2001.
- Kultūros įkvėpiai, Wilno 2001.
- Laikraštis I: romanas, Wilno 2003.
- Karalių miestas be karalių: grožinė eseistika, Kłajpeda 2006–2007.
- Ryga – niekieno civilizacija: grožinė publicistika, Wilno 2011.
- Gyvųjų teatras: istorinių asmenybių teatras, Wilno 2012.
- Kraštai ir žmonės: grožinė eseistika, Wilno 2014.